# Schukkah
Schukkah war ein Längenmaß auf Sansibar. Der Zweitname war Baa, ist aber nicht mit dem ägyptischen Längenmaß zu verwechseln.
- 1 Schukkah = 2 War = 4 Durrah = 2 englische Yard (per Definition) = 1,8288 Meter
- 1 Taka = 2 Tobe = 4 Schukkah = 8 War = 16 Durrah = 7,3152 Meter